# Leptogaster habilis
Leptogaster habilis là một loài ruồi trong họ Asilidae. Leptogaster habilis được Wulp miêu tả năm 1872. Loài này phân bố ở miền Ấn Độ - Mã Lai.